# Juan José Moreno, Cheché
Juan José Moreno, “Cheché” (Valladolid, 1900-Madrid, 26 de febrero de 1954) fue un escultor, orfebre y cartelista español. 

## Biografía
Juan José Moreno Llurba, vallisoletano de nacimiento, fue hijo del médico Luis Moreno Santos, aficionado caricaturista y pintor de acuarelas. El que llegaría a ser popularmente conocido como "Cheché", se inició en la Escuela de Artes y Oficios de Valladolid, entre 1914 y 1918, periodo en el que colaboró como dibujante en El Eco Escolar y en la revista Ideas, firmando ya obra gráfica y literaria con el referido seudónimo. En 1921, recibió una pensión para ampliar estudios en Madrid. En la capital de España obtuvo el primer premio del concurso de carteles convocado por la revista Blanco y Negro, en su edición de 1923, y entró como aprendiz de orfebrería y escultura en el taller de Victorio Macho.
En 1932 se trasladó a Asturias para integrarse de forma activa en la vida sociocultural libertaria, estableciendo durante dos años su vida en Sama de Langreo y dedicado en gran medida a la producción cartelista de contenido politicosocial. Queda noticia de que en 1933 dio una conferencia en el Ateneo Popular de dicha localidad, titulada "Una idea sugestiva del arte moderno", acompañando a una exposición individual de su obra escultórica y cartelista.

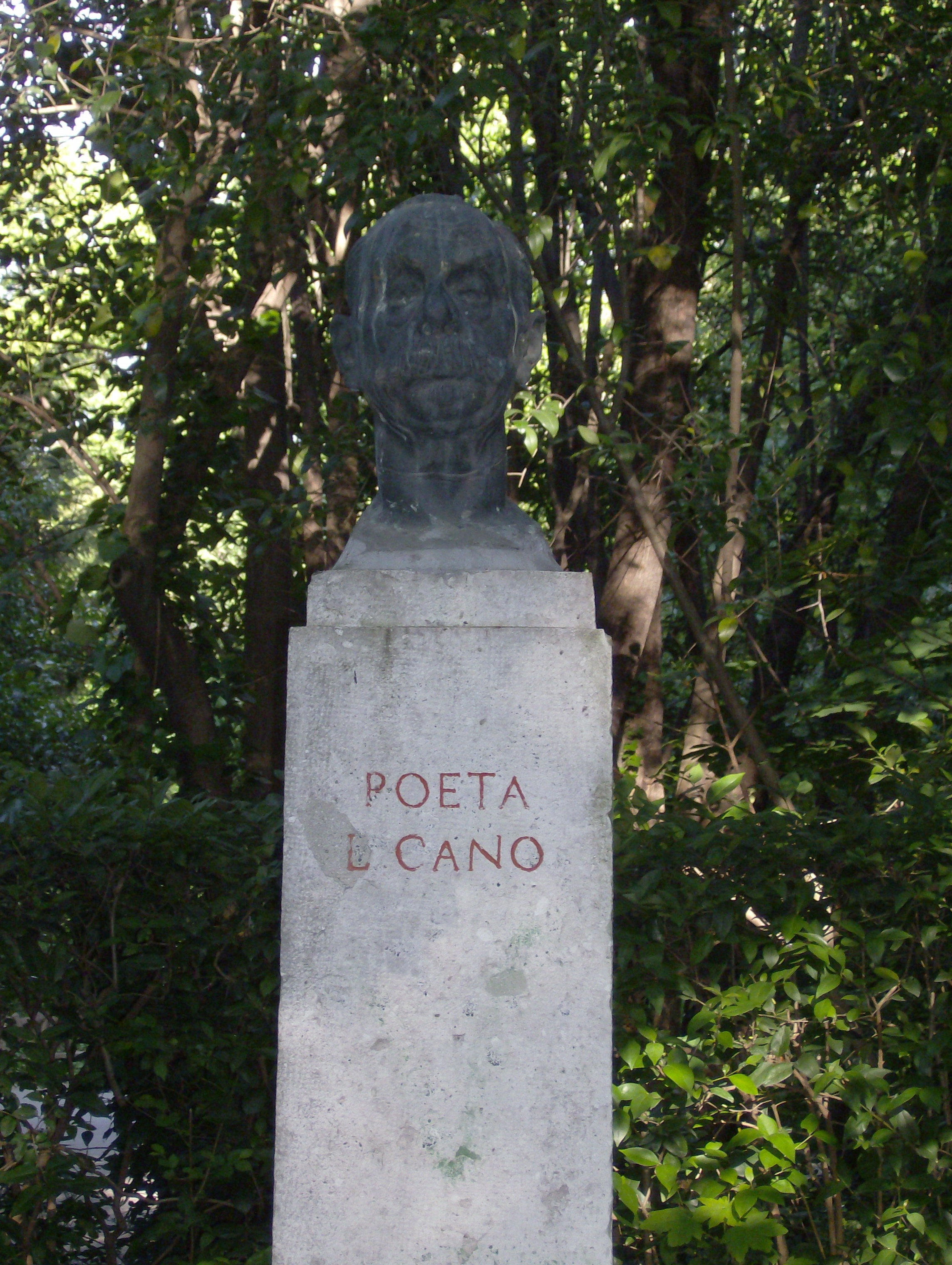
Cabeza del poeta Leopoldo Cano (1935), en el Campo Grande de Valladolid, sustituyendo al busto original, colocado en 1935, obra de Emiliano Barral, destruido tras la guerra civil española.

Durante la guerra civil entró en el equipo de cartelistas de propaganda política para la República, y colaboró asimismo en algunos monumentos escultóricos durante el cerco de Madrid. También realizó en la ciudad sitiada varios monumentos efímeros destinados a mantener la moral de los combatientes republicanos. Con el triunfo militar del golpe de Estado en España de julio de 1936, concluida la guerra civil, el artista se exilió en Francia. Pudo regresar, e instalarse en Vigo para trabajar con los orfebres Eloy y Osmundo Hernández, también vallisoletanos, haciendo diseños de joyería.
“Cheché” murió en Madrid el 26 de febrero de 1954, sin llegar a concluir un retablo con destino a Bogotá.
Parcialmente rescatado del olvido, en 2013 se le dedicó una muestra en el Centro de Interpretación del Poblado Minero de Bustiello, donde se conservan algunas litografías sobre seguridad en el trabajo encargo original de la empresa Duro Felguera conservadas por Ortiz Sobrinos.
En el contexto de la obra gráfica propagandística durante la guerra civil española, se ha destacado su Cartel del Socorro Rojo de 1937, conservado como icono de la Revolución de 1934.